# Афінський загальний страйк 1943
Афінський загальний страйк 1943 відбувався в лютому і березні 1943 року в умовах окупації Греції фашистською Німеччиною.
Страйк почався за закликом Національно-визвольного фронту (ЕАМ) і компартії Греції після появи таємного указу влади «Про примусові роботи міського населення Греції» від 30 січня та повідомлень в газетах про підготовку мобілізації грецьких робітників для відправки до Німеччини.
Демонстрації 24 лютого в Афінах (100 тисяч осіб) і 5 березня в Афінах і Піреї (300 тисяч осіб) супроводжувалися сутичками із поліцією та окупаційними військами. Під час останньої демонстранти приступом взяли Міністерство праці Греції та знищили списки робітників, що підлягали відправці до Німеччини. У сутичці з окупантами загинуло 18 осіб і більше 100 поранено. Під натиском масових виступів в інших грецьких містах: страйки і демонстрації в Салоніках, Волосі, Каламаті, Спарті, — гітлерівці відмовилися від мобілізації.